# Karel Boromejský Hanl z Kirchtreu
Karel Boromejský Hanl z Kirchtreu (niem.: Karl Borromäus Hanl von Kirchtreu, ur. 4 września 1782 w Krbicach, zm. 7 października 1874 w Hradcu Králové) – czeski duchowny katolicki, teolog, 17. biskup ordynariusz hradecki od 1831 roku.

## Życiorys
Urodził się w 1782 roku we wsi Krbice (niem. Körbitz), w północno-zachodnich Czechach, niedaleko granicy z Saksonią. Uczęszczał do gimnazjum w Chomutovie, a po jego ukończeniu studiował teologię oraz filozofię na praskim Uniwersytecie Karola. Po jego ukończeniu otrzymał 8 września 1805 roku święcenia kapłańskie w katedrze w Litomierzycach. Następnie pracował jako kapłan w parafiach w: Kraluppach, Strážy nad Ohří, Březnie oraz jako proboszcz w Prunéřovie. W 1822 roku został kanonikiem praskiej kapituły katedralnej. Dwa lata później decyzją arcybiskupa metropolity praskiego Wacława Leopolda Chlumčanskiego i króla Czech Franciszka II Habsburga został powołany do praskiego konsystorza oraz stał się jednym z urzędników cesarskich w Czechach.
Po awansowaniu bpa Aloisa Josefa Krakovskiego z Kolowrat na arcybiskupa metropolitę praskiego i prymasa Czech, 3 listopada 1831 został roku mianowany nowym ordynariuszem hradeckim przez papieża Grzegorza XVI. Święcenia biskupie otrzymał 6 maja 1832 roku. Uroczysty ingres do katedry św. Ducha w Hradcu Králove odbył 10 czerwca tego samego roku.
Podczas swoich rządów utworzył w stolicy biskupstwa szkołę średnia dla chłopców – Borromeum. Wspierał materialnie miejscowych studentów. Poza prowadzeniem działalności duszpasterskiej wspierał budowę nowych dróg w diecezji oraz sadzenie nowych drzew owocowych. W 1836 roku asystował w koronacji cesarza Ferdynanda V Dobrotliwego na króla Czech. Niedługo potem został z jego polecenia tajnym radcą. W 1848 roku Wydział Teologiczny Uniwersytetu Karola nadał mu stopień naukowy doktora nauk teologicznych. W 1861 roku cesarz Franciszek Józef I odznaczył go w uznaniu jego zasług krzyżem wielkim Orderu Franciszka Józefa, zaś w 1872 roku włączył go w poczet austriackiej szlachty nadając mu tytuł „Freiherr von Kirchtreu”.
W 1864 roku z okazji 200-lecia istnienia diecezji hradeckiej zorganizował jubileuszowy synod, któremu osobiście przewodniczył. Poza tym dokonał przebudowy miejscowej katedry. Powstał wtedy m.in.: nowy ołtarz główny, tron biskupi oraz ławy kanoników. Zmarł w wieku 92 lat w 1874 roku w Hradcu Králove i został pochowany w podziemiach katedry.